# Conflitos sino-vietnamita em 1979–1991
Os conflitos sino-vietnamitas de 1979-1991 foram uma série de confrontos fronteiriços e navais entre a República Popular da China e a República Socialista do Vietnã após a Guerra Sino-Vietnamita de 1979. Esses confrontos duraram desde o fim da Guerra Sino-Vietnamita até a normalização dos laços em 1991.
Quando as tropas chinesas do Exército de Libertação Popular se retiraram do Vietnã em março de 1979, a China anunciou que não tinha ambições de tomar "um centímetro quadrado do território do Vietnã". No entanto, as tropas chinesas ocuparam uma área de 60 quilômetros quadrados do território controlado pelo Vietnã antes do início das hostilidades. Em alguns lugares, como a área ao redor do Portão da Amizade, perto da cidade de Lạng Sơn, tropas chinesas ocuparam territórios sem valor militar, mas com um importante valor simbólico. Em outra parte, tropas chinesas ocupam posições estratégicas de importância militar como um trampolim para atacar novamente o Vietnã.
A ocupação chinesa do território fronteiriço irritou o Vietnã e deu início a uma série de conflitos de fronteira entre as duas partes para assumir o controle a região. As disputas de fronteira entre o Vietnã e a China continuaram até 1988, atingindo o pico nos anos 1984 e 1985. No início da década de 1990, juntamente com a retirada vietnamita do Camboja e o colapso da União Soviética, as relações entre os dois países gradualmente voltou à normalidade. Em 1991, os dois países proclamaram oficialmente a normalização de suas relações diplomáticas, encerrando assim os conflitos de fronteira.
A China se retirou progressivamente das posições controladas pelo Vietnã antes da eclosão do conflito.